# Ludovica Augusta Melchior
Ludovica Augusta Melchior, født Løser (19. september 1808 i København – 5. juni 1882 sammesteds) var en dansk maler.
Hun var datter af blikkenslagermester Johan Andreas Løser og Anna Elisabeth født Conrad, lærte blomster- og frugtmaleriet af Ditlev Martens og deltog 1825 som en af meget få kvinder i de maleøvelser, der afholdtes på Charlottenborg under C.W. Eckersbergs vejledning. Hun udstillede på Charlottenborg Forårsudstilling 1824-26 (under navnet Løser). 
Gift 16. maj 1840 i København med skolebestyrer, senere kancelliråd Henrik Emil Melchior (5. august 1806 smst. – 6. december 1883 smst.), søn af reservekirurg, senere distriktslæge Peter Melchior og Sophie Amalie Bernhardt. 
Hun er begravet på Assistens Kirkegård.

## Værker
- En kurv med nogle frugter (udstillet 1824)
- Et glas med roser (udstillet 1825)
- Nogle frugter liggende på en piedestal (udstillet 1825)
- Frugter og blomster (udstillet 1826)
- Et glas med blomster (udstillet 1826)
- En kurv med frugter (udstillet 1826)